# Qarah Gol-e Sharqī
Qarah Gol-e Sharqī (persiska: قره گل شرقی, قَرَه گُل, قَرِه گُل) är en ort i Iran.   Den ligger i provinsen Golestan, i den norra delen av landet, 400 km nordost om huvudstaden Teheran. Qarah Gol-e Sharqī ligger 121 meter över havet och antalet invånare är 692.
Terrängen runt Qarah Gol-e Sharqī är huvudsakligen platt, men söderut är den kuperad.Runt Qarah Gol-e Sharqī är det ganska tätbefolkat, med 60 invånare per kvadratkilometer. Närmaste större samhälle är Qarah Gol-e Gharbī, 4,0 km väster om Qarah Gol-e Sharqī. Omgivningarna runt Qarah Gol-e Sharqī är i huvudsak ett öppet busklandskap.